# Astrofyzikální observatoř v Šamachi
Şamaxı astrofyzikální observatoř (ázerbájdžánsky Şamaxı Astrofizika Rəsədxanası) je astrofyzikální observatoř v Ázerbájdžánu na Velkém Kavkaze, 22 km severozápadně od města Şamaxı a 144 km severozápadně od Baku (+40°47,5'; +48°16,4'; 1 435 m n. m.).
Je jednou z největších observatoří v bývalém Sovětském svazu, založena byla roku 1958 z iniciativy Jusifa Memmedalijeva. Zaměřuje se na nebeskou mechaniku, výzkum meteorů a komet a na astrofyziku.

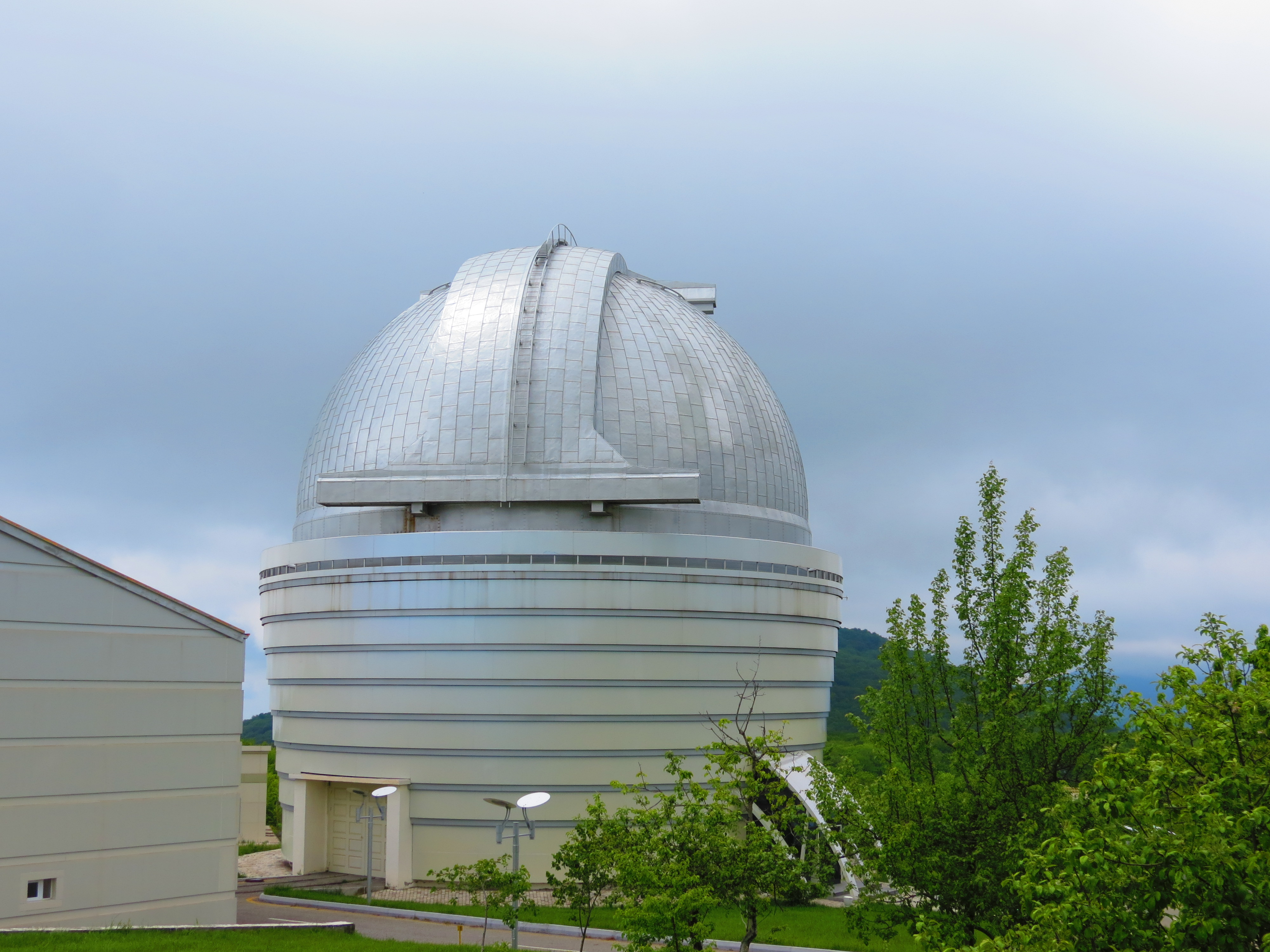
Şamaxı astrofyzikální observatoř

## Vybavení
- 2,0 m Carl Zeiss-Zrcadlový dalekohled (od r. 1966),
- 70 cm AZT-8 Cassegrainův dalekohled,
- 60 cm Zeiss-600 Cassegrainův dalekohled,
- 35 cm katadioptrický dalekohled.